# Herva Nelli
Herva Nelli (Firenze, 9 gennaio 1909 – Connecticut, 31 maggio 1994) è stata un soprano italiano naturalizzato statunitense.

## Biografia
Alla nascita le venne dato il nome del socialista francese Gustave Hervé. Iniziò a studiare in un istituto di suore a Firenze ma all'età di dodici anni si trasferì con la famiglia a Pittsburgh dove in seguito venne iscritta al conservatorio di quella città per lo studio del canto.
Nel 1937 fece il suo debutto come soprano, con la compagnia Salmaggi Opera di Brooklyn, nel ruolo di Santuzza in Cavalleria rusticana di Pietro Mascagni. Nelle stagioni seguenti continuò a cantare nella stessa compagnia interpretando i ruoli del repertorio classico come Leonora ne La forza del destino di Giuseppe Verdi (con Sydney Rayner in Don Alvaro) e ancora Leonora ne Il trovatore, sempre di Verdi. Cantò anche il ruolo della protagonista Norma di Bellini, Aida di Verdi e La Gioconda di Ponchielli. Nel 1947, divenuta ormai famosa, debuttò alla New York City Opera come Santuzza, sotto la direzione di Julius Rudel.
Nello stesso 1947 ebbe un'audizione con il direttore d'orchestra Arturo Toscanini (dietro raccomandazione di Licia Albanese), e le fu assegnata la parte di Desdemona in un Otello, dato in forma di concerto dalla NBC Symphony Orchestra con Ramón Vinay. Questo la portò a cantare nella serie di concerti radiofonici delle altre opere di Verdi poi pubblicate dalla RCA: Aida (1949, anche videotrasmessa), Alice Ford in Falstaff (con Giuseppe Valdengo, 1950), la Messa di requiem (con Giuseppe Di Stefano, 1951) e Amelia in Un ballo in maschera (con Jan Peerce, 1954), ultima incisione di Toscanini. Quando Toscanini morì, tre anni dopo, le lasciò la sua bacchetta direttoriale nel suo testamento.
Nel 1948 cantò a Genova (La Gioconda, diretta da Tullio Serafin) e a Milano al Teatro alla Scala. In quest'ultimo teatro cantò nel concerto di commemorazione di Boito (brani da Mefistofele e Nerone, diretta da Toscanini) e otto repliche di Aida (con Elena Nicolai nel ruolo di Amneris).
Dal 1949 cantò con la New Orleans Opera Association: Aida (con il giovane Norman Treigle nel ruolo del Faraone), Otello (1954), di nuovo Aida (1955) e Il trovatore (con Leonard Warren, diretta da Armando Agnini, 1958). Cantò spesso anche a Filadelfia (dal 1950 al 1958) in Aida, Il trovatore, Norma, Otello, La forza del destino, Tosca di Giacomo Puccini (diretta da Eugene Ormandy) e La Gioconda.
Nel 1951 tornò a cantare con la New York City Opera in Cavalleria rusticana, Aida e l'anno successivo Maddalena di Coigny in Andrea Chénier di Umberto Giordano. Con la San Francisco Opera, nel 1951 e nel 1952, cantò in Otello, La forza del destino (con Robert Weede), Aida (con Mario del Monaco), Cavalleria rusticana, Il trovatore e La bohème (quest'ultima in tournée a Los Angeles). Nel 1957 portò in tournée Un ballo in maschera. Con la Baltimore Civic Opera, nel 1952, debuttò in Aida e negli anni 1954-55 cantò ne Il trovatore.
Nel 1953 debuttò al Metropolitan Opera House e vi rimase fino al 1961. Vi cantò in Aida (diretta da Renato Cellini), La forza del destino, Il trovatore, Cavalleria rusticana, Andrea Chénier, Un ballo in maschera (con Marian Anderson, diretta da Dimitri Mitropoulos) e  in Don Giovanni di Mozart (come Donna Anna, sua unica interpretazione di Mozart). Con il Met compì tournée a Boston, Filadelfia, Cleveland, Atlanta, Dallas, Toronto e Minneapolis.
Cantò anche diverse volte alla Cincinnati Opera fra il 1953 e il 1956: Aida, La traviata (come Violetta Valéry, con John Alexander, diretta da Anton Coppola), Andrea Chénier, Un ballo in maschera e Madama Butterfly di Puccini (come Cio-Cio-San, diretta da Nicola Rescigno). Si esibì anche alla Pittsburgh Opera (Un ballo in maschera, 1955), San Francisco's Cosmopolitan Opera (Il trovatore, 1956), Hollywood Bowl (prima statunitense di David di Darius Milhaud, 1956), Lyric Theater of Chicago (Il trovatore, con Jussi Björling ed Ettore Bastianini, 1956), Tulsa Opera (Aida, 1956) e Opera Guild of Miami (Un ballo in maschera, con Richard Tucker, 1959). Dopo il suo ritorno, nel 1951, al City Opera, Howard Taubman scrisse di lei sul The New York Times: "La voce della signora Nelli è di grande potenza e volume e quando è sotto il suo controllo di grande qualità. I suoi pianissimo sono davvero eccezionali, ma ella ha la tendenza a forzare la voce fino a farle perdere la naturale bellezza".
Fra le orchestre con le quali cantò il Requiem di Verdi vi furono la New York Philharmonic (diretta da Guido Cantelli, 1955) e la New Orleans Philharmonic-Symphony Orchestra (1955). Cantò anche in tournée in Colombia, Porto Rico, Cuba, Messico e Madeira.
Diede l'addio alle scene nel 1962, con la Brooklyn Opera Company, all'Academy of Music, in Norma. Nel 1985, apparve, in un'intervista, nel documentario Toscanini: The Maestro, che fu trasmesso dalla PBS nel 1988.
Il 31 maggio 1994 morì di leucemia all'età di 85 anni, allo Sharon Country Manor, in Connecticut.

## Repertorio
| Ruolo                   | Titolo               | Autore     |
| ----------------------- | -------------------- | ---------- |
| Norma                   | Norma                | Bellini    |
| Asteria                 | Nerone               | Boito      |
| Maddalena di Coigny     | Andrea Chénier       | Giordano   |
| Santuzza                | Cavalleria rusticana | Mascagni   |
| Donna Anna              | Don Giovanni         | Mozart     |
| Gioconda                | La Gioconda          | Ponchielli |
| Mimì                    | La bohème            | Puccini    |
| Floria Tosca            | Tosca                | Puccini    |
| Cio-Cio-San             | Madama Butterfly     | Puccini    |
| Leonora                 | Il trovatore         | Verdi      |
| Amelia                  | Un ballo in maschera | Verdi      |
| Donna Leonora di Vargas | La forza del destino | Verdi      |
| Aida                    | Aida                 | Verdi      |
| Desdemona               | Otello               | Verdi      |
| Mrs. Alice Ford         | Falstaff             | Verdi      |